# World Trade Center Abu Dhabi
L'Abu Dhabi World Trade Center è un complesso di tre grattacieli che si trovano ad Abu Dhabi, negli Emirati Arabi Uniti.

## Descrizione
La costruzione di queste torri doveva concludersi nel 2010, ma a causa della crisi finanziaria del 2009, la data di completamento del progetto è slittata al 2014. Il complesso comprende due centri commerciali e un hotel della Marriott.
Le tre torri sono:
- il Burj Mohammed bin Rashid che, con i suoi 381,20 metri e 88 piani[2], dal 2014 è l'edificio più alto di Abu Dhabi (oltre ad essere quello con il maggior numero di piani) e utilizzato quasi totalmente ad uso residenziale;
- la Trust Tower alta 278 metri e 60 piani.[3] La torre è stata aperta nel 2013[4]  e ospita al suo interno gli uffici della World Trade Centres Association;
- l'Hotel Tower, la torre più bassa del complesso, alta 65 metri e i cui 16 piani sono occupati dall'hotel Courtyard by Marriott.